# Muhammad wuld al-Ghazwani
Muhammad wuld asz-Szajch Muhammad Ahmad wuld al-Ghazwani, arab. ‏محمد ولد الشيخ محمد أحمد ولد الغزواني‎ (ur. 31 grudnia 1956 w Abu Madid) – mauretański wojskowy i polityk, w latach 2008–2018 naczelny dowódca mauretańskich sił zbrojnych, w latach 2018–2019 minister obrony. Od 2019 prezydent Mauretanii. 
17 lutego 2024 roku został wybrany na przewodniczącego Unii Afrykańskiej.

## Życiorys
Dorastał w znanej i wpływowej rodzinie sufickiej. Pod koniec lat 70. wstąpił do armii mauretańskiej. Szkolenie oficerskie kontynuował w Maroku, gdzie uzyskał tytuł magistra administracji i nauk wojskowych na Królewskiej Akademii Wojskowej w Meknes. W lipcu 1981 został awansowany do stopnia podporucznika. W latach 1987-1991 Ghazouani był adiutantem prezydenta Maawija uld Sid’Ahmad Taja. Od 1991 do 2004 był dowódcą Batalionu Pancernego. W armii udało mu się zdobyć wpływy polityczne w otoczeniu prezydenta Muhammada uld Abd la-Aziza i wspierał go w obaleniu prezydenta Sidi uld Szajch Abdallahi w 2008 roku.
W kwietniu 2008 nadano mu stopień generała brygady, a w 2012 stopień generała dywizji.

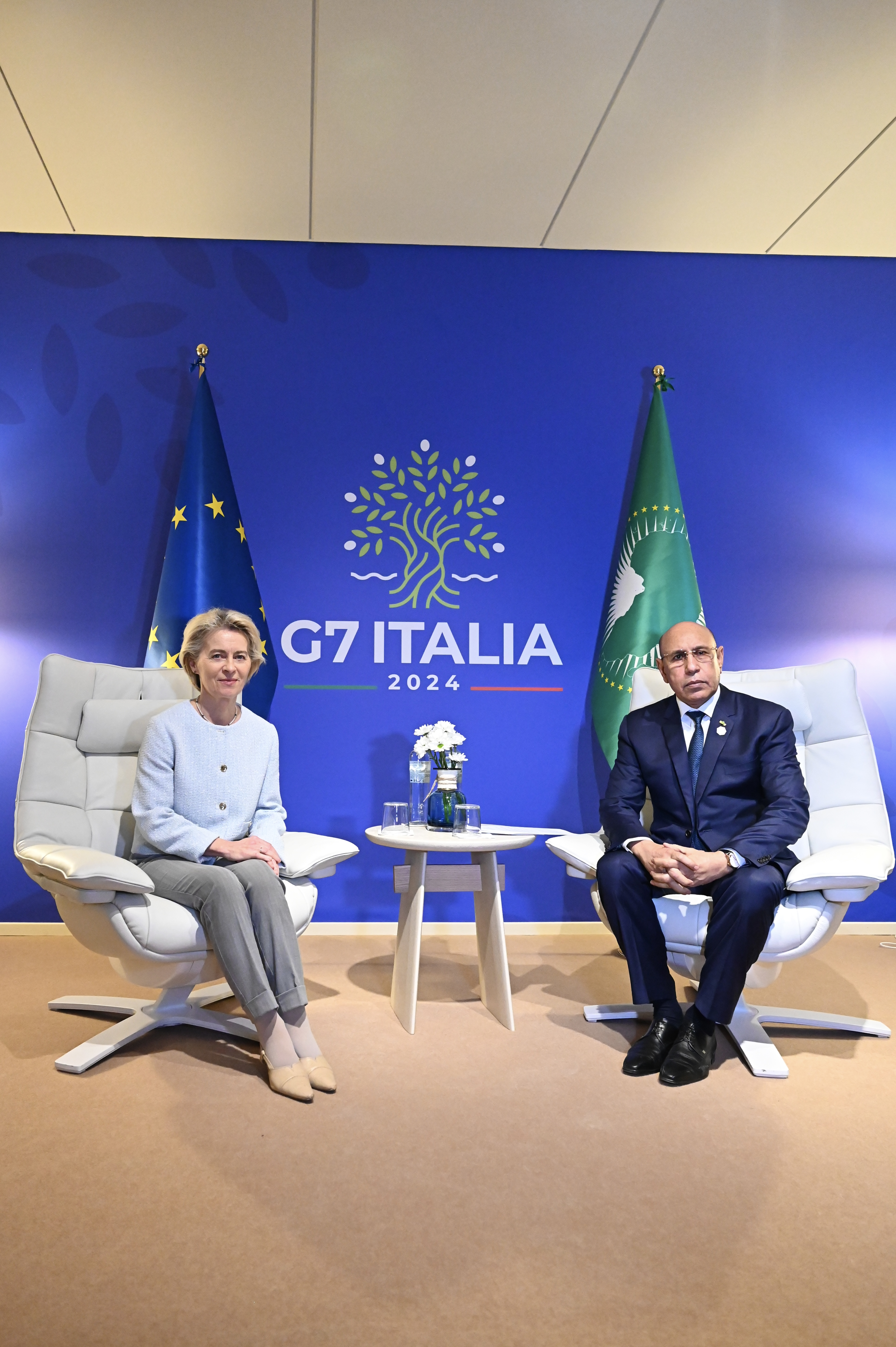
Al-Ghazwani podczas spotkania z Ursulą von der Leyen,

W latach 2008-2018 pełnił funkcję szefa sztabu sił zbrojnych Mauretanii. W październiku 2018 prezydent Muhammad uld Abd la-Aziz  mianował go ministrem obrony. 1 marca 2019 Ghazouani ogłosił swoją kandydaturę w wyborach prezydenckich. W wyborach prezydenckich w 2019 zdobył 52% głosów, pokonując pięciu innych kandydatów. 
17 lutego 2024 Ghazouani został wybrany na przewodniczącego Unii Afrykańskiej na roczną kadencję.

## Życie prywatne
Jest żonaty, ma 6 dzieci.